# Ліам Ґаллагер
Лі́ам Ґа́ллагер також Га́ллахер (англ. William John Paul Gallagher; нар. 21 вересня 1972 року, Бернідж, Манчестер, Англія) — вокаліст англійської групи Oasis. Його ексцентрична поведінка, характерний стиль виконання і своєрідна постава були постійним об'єктом обговорення преси. Хоча його брат Ноел Ґаллагер писав велику частину пісень групи, в останні декілька років Ліам показав себе і як автор декількох пісень, які можна почути в останніх альбомах Oasis.
Незважаючи на всі його витівки, Ліам був значною фігурою напряму брит-поп у 1990-х і однією з найупізнаваніших фігур у сучасній британській музиці.

## Біографія

### (1972—1993) Дитинство і юність
Ліам народився в Бернаджі в 1972 році в сім'ї ірландців Томмі і Пеґґі Ґаллагер. Він є молодшим із трьох синів у сім'ї Галлахерів. Його старші брати, Пол і Ноел називали його «наш малюк». Коли Ліам був дитиною, він також був «Тінню Пеґґі», оскільки він усюди слідував за матір'ю, і «Малюком Вітабікс» («Вітабікс» — фірмова назва пшеничних батончиків із спресованих пластівців) через його любов до вівсянки. Томмі був алкоголіком і частенько бив членів сім'ї. І як наймолодший член сім'ї, Ліам сприймав все це важче за інших. Коли йому було 14, Пеґґі забрала хлопчиків і пішла від Томмі. Ноел Ґаллагер говорить, що вони залишили йому «нічого, окрім полови».
Пол і Ноел стверджують, що з юних років Ліам постійно шукав причину, щоб з ким-небудь побитися, особливо з Ноелом, який ділив з ним кімнату. Коли йому було близько восьми років, він забрався на сцену і заявив, що поб'є кожного «студента», якого побачить на вулиці з гітарою в руках. Ноел додавав і велике значення тому, що він був майстровим гітаристом і так як вони жили в одній кімнаті, вони постійно билися один з одним. Брати Ґаллагер частенько прогулювали заняття і мали проблеми з поліцією — вони нібито громили машини і подвір'я, крали велосипеди, одяг і газонокосарки, які обмінювали на гашиш. Ліам, великий фанат футболу, вболівав за Manchester City з Англії і Celtic зі Шотландії.
Пол і Ноел заявляють, що, будучи дитиною, Ліам ніколи не виявляв інтересу до музики за винятком того моменту, коли він зустрів Джейсона Лайвзі, який грав на гітарі з Єном Брауном і Джоном Сквайром ще до заснування The Stone Roses, і того періоду, коли він в середині-кінці 1980-х захоплювався репом. Таким, як Run DMC і Public Enemy. Насправді, Ліам заявляє, що йому було начхати на музику приблизно до того моменту, коли у вісімнадцять років він побував на концерті, присвяченому жертвам сніду в клубі «International Two» в Манчестері. Хоча фаворитами вечора і були James, увагу Ґаллагера звернули на себе саме The Stone Roses. Ліам дуже захопився і став слухати таких виконавців, як The Kinks, The Jam, T.Rex і The Beatles, з нескінченною одержимістю Джоном Ленноном. Пізніше він заявляв, що є реінкарнацією Леннона (навіть не зважаючи на той факт, що йому було вісім, коли Леннон був убитий). Випустивши другий альбом, The Stone Roses пробудили в Ліамі величезне бажання створити власний колектив, і коли шкільний друг Пол Макгіган, з прізвиськом Гігсі, запросив того в свою групу «The Rain» як вокаліста, він неодмінно погодився, але наполіг на тому, щоб група називалася «Oasis» на честь забігайлівки в Суїндоне, звідки в його з Ноелем кімнаті висів тур-постер Inspiral Carpets.
Ліам був колегою по написанню пісень, Пола «Боунхеда» Артурса, який також грав на гітарі в групі. Ноел Ґаллагер відкрито глузував з їх «партнерства», чия продуктивність була і справді низькою. Група репетирувала всього раз на тиждень і мало виступала. У 1992 Ноел, що повернувся з туру по Америці з Inspiral Carpets, де він брав участь як гітарний технік, відвідав один з рідкісних концертів групи брата. Він жахливо розкритикував їх діяльність, назвавши групу «довершене лайно». Проте Ліам знав, що брат набагато сильніше за нього в поетичному мистецтві, і тому запросив його в групу. Ноел погодився при умові, що він контролюватиме всю діяльність групи і всі пісні писатиме сам.

### (1994—1998) Брит-поп і Рок'н'ролл
Під керуванням Ноела, Oasis підписали контракт і записали альбом Definitely Maybe, найшвидше проданим, за всю історію британської музики. Ґаллагер був визнаний завдяки своїм вокальним даним, і його своєрідна поведінка під час виступів додала популярності Oasis. Проте, він з своєю дивною поставою привертав чималу увагу жовтої преси, яка складала різного роду історії про його схильність до наркотиків і сексуальної розбещеності.
Під час їх першого туру по США в 1994 році, Ліам частенько зловживав заміною слів у піснях Ноела, через що й американська публіка і сам Ноел були дуже ображені. Суперечності між братами закінчилися тим, що Ноел виїхав в Сан-Франциско, а потім до Лас-Вегаса. (Передбачається, що пісня «Talk Tonight» написана якраз в цей час). Під час запису другого студійного альбому, (What's the Story) Morning Glory?, між ними відбулася велика бійка, в якій навіть була задіяна крикетна біта, коли що неабияк прийняв на груди Ліам запросив всіх з місцевого паба в студію, де Ноел намагався працювати. Також в 1995, барабанщик Тони Маккерролл покинув колектив групи після бійки з Ґаллагером.
(What's the Story) Morning Glory? була навіть успішніша за дебютний альбом групи і стала третім в списку альбомів, найшвидше продалися в історії британської музики. Приблизно в цей час не без допомоги преси Oasis були залучені в свого роду битву з іншою групою, виконуючою Брит-поп, Blur. Групи, що лідирують в даному напрямі розділилися пресою на два стилі, — Oasis — північна команда і Blur — південна команда, дійсно стали суперниками. І поки Ноел сипав різного роду саркастичні зауваження убік участника Blur (найвідоміша фраза The Observer про те, що він сподівався, що Деймон Елборн і Алекс Джемс «підхоплять СНІД і здохнуть»), Ліам, під час отримання нагороди на BRIT Awards в номінації «Найкращий альбом», інтерпретував пісню Blur «Parklife», назвавши її «Shite-life». На цій же церемонії Oasis, отримавши нагороду з рук Майкла Гатченса «подякували» його оригінальним способом, сказавши щось неприємне. В один і той же день, 14 серпня 1994 року, Blur і Oasis випустили по новому синглу. Музичне співтовариство на чолі з пресою оголосило «Битву Брит-попу», підраховуючи кількість проданих копій синглів обох груп. «Country House» Blur випередив другий сингл з Morning Glory «Roll with It» і був проданий в кількості 274 000 копії за тиждень, тоді як «Roll with It» — 216 000 копій.
Коли Oasis грали «Roll with It» в британському шоу Top of the Pops, брати вирішили повеселитися і помінялися ролями. Ліам прикидався, що грає на гітарі, тоді як Ноел «співав» (з тембром Ліама). Виступ закінчився тим, що Ґаллагери не могли утриматися від сміху, дивлячись один на одного.
Успіх Oasis, знайдена слава і багатство зробили Ґаллагера відомим і обидва брати прославилися своїм «рок'н'ролльним життєвим стилем». Вони сильно напивалися, зловживали наркотиками, били фанів, критиків і один одного і здружилися з такими знаменитостями, як Ієн Браун і Річард Ешкрофт.